# Ctenus quinquevittatus
Ctenus quinquevittatus este o specie de păianjeni din genul Ctenus, familia Ctenidae, descrisă de Strand, 1907. Conform Catalogue of Life specia Ctenus quinquevittatus nu are subspecii cunoscute.